# Mönchtörijn Lchagwagerel
Mönchtörijn Lchagwagerel (mongolski Мөнхтөрийн Лхагвагэрэл; ur. 4 stycznia 1998) – mongolski zapaśnik walczący w stylu wolnym. Dwukrotny olimpijczyk. Zajął piąte miejsce w Tokio 2020 w kategorii 125 kg i ósme w Paryżu 2024 w kategorii do 125 kg.
Srebrny medalista mistrzostw świata w 2022 i brązowy w 2021 roku. 
Wicemistrz igrzysk azjatyckich w 2022. Mistrz Azji w 2023; drugi w 2025. Piąty w Pucharze Świata w 2022 i szósty w 2019. 
Trzeci na MŚ U-23 w 2019. Drugi na mistrzostwach Azji U-23 w 2019. Wicemistrz Azji juniorów w 2017 roku.